# The Real News
The Real News Network ist ein globaler Online-Videonachrichtensender, der von Mitgliedern und Spenden unterstützt wird. Er wurde 2007 von dem Dokumentarfilmer Paul Jay und von der Journalistin Sharmini Peries gegründet.

## Firmenphilosophie (Mission Statement)
The Real News Network (TRNN) ist ein Nachrichten- und Dokumentarsender mit einem  Schwerpunkt auf politisch unabhängigem und kompromisslosem Journalismus. Die Mitarbeiter, die mit anderen Journalisten aus der ganzen Welt kollaborieren, recherchieren, berichten und diskutieren aktuelle Nachrichten und Themen. TRNN ist zuschauerunterstützt und akzeptiert keine Werbe-, Staats- oder Unternehmensfinanzierung. The Real News hat ihren Hauptsitz in Washington, D.C., U.S.A. mit Büros in Baltimore, U.S.A. und Toronto in Kanada.

## Geschäftsführer und Chefredakteur
Bis 2019 beaufsichtigte Paul Jay als TRNN-Chefredakteur die Produktion von mehr als 4500 Berichten und war Hauptmoderator des TRNNs. Als Produktionsleiter der Sendung CounterSpin auf CBC Newsworld produzierte er mehr als 2000 Sendungen in den 10 Jahren, die sie gesendet wurde. Zudem ist Jay ein preisgekrönter Dokumentarfilmer mit bislang mehr als 20 Filmen.
Die Mitgründerin Sharmini Peries arbeitete als Executive Producer und war für die programmatische Ausrichtung verantwortlich. Von 2003 bis 2007 war sie Beraterin in Wirtschafts- und Handelsfragen Beraterin des venezolanischen Präsidenten Hugo Chávez.
Im November 2019 gab TRNN bekannt, dass Paul Jay und Sharmini Peries ausscheiden würden, die Stellen als Geschäftsführer und Chefredakteur wurden öffentlich ausgeschrieben.
Geschäftsführer ist John Duda. Er entwickelte vorher Indymedia-Netzwerke baute Kapazitäten für digitales Open Publishing und Community-Journalismus auf. Bevor er zu TRNN kam, arbeitete Duda bei „The Democracy Collaborative“, einem „internationalen Forschungsinstitut“ für die „Entwicklung praktischer Modelle für eine postkapitalistische Wirtschaft“.
Chefredakteur ist Maximillian Alvarez. Alvarez war Lagerarbeiter, gab den Podcast Working People heraus und Redakteur beim Chronicle Review.